# Stodůlecký vrch
Stodůlecký vrch je přírodní památka v okrese Český Krumlov. Nachází se v Novohradských horách, na severním svahu Sepplbergu, v ohybu česko-rakouské státní hranice, dva kilometry jižně od Pohoří na Šumavě. Je součástí evropsky významné lokality Pohoří na Šumavě a ptačí oblasti a přírodního parku Novohradské hory.
Předmětem ochrany je rašeliniště s převážně lesními porosty, nejvýznamnější na české straně Novohradských hor. Více než polovinu území pokrývá rašelinné ložisko s mocností až 3 m na geologickém podkladu středně zrnité porfyrické biotitické žuly weinsberského typu.

## Flóra
Na území přírodní památky se nachází kompaktní komplex ukázkově vyvinutých rašelinných brusnicových borů, které jsou tvořeny nízkou formou borovice lesní (Pinus sylvestris) s malou příměsí břízy karpatské (Betula carpatica), v podrostu se roztroušeně objevuje borovice rašelinná (Pinus x pseudopumilio) a vzácně se zde vyskytuje několik jedinců rojovníku bahenního - Rhododendron tomentosum (výškové maximum výskytu v ČR). Na rašeliništi rostou suchopýr pochvatý (Eriophorum vaginatum), klikva bahenní (Vaccinium oxycoccos), kyhanka sivolistá (Andromeda polifolia), vlochyně bahenní (Vaccinium uliginosum), ostřice chudokvětá (Carex pauciflora), černýš luční (Melampyrum pratense), v mechovém patru roste celá řada rašeliníků, z dalších mechorostů zejména klamonožka bahenní (Aulacomnium palustre) a ploník tuhý (Polytrichum strictum). Plochy mimo rašeliniště byly v minulosti využívány jako louky a pastviny. Z lesních biotopů jsou velmi významně zastoupeny komplexy podmáčených a rašelinných smrčin, v zakrslých rozvolněných rašelinných smrčinách se roztroušeně vyskytují kýchavice bílá pravá (Veratrum album subsp. album) a prstnatec Fuchsův (Dactylorhiza fuchsii), v podmáčených smrčinách kromě běžných indikačních druhů roste hojně dřípatka horská (Soldanella montana) a roztroušeně kamzičník rakouský (Doronicum austriacum). Na otevřených prameništích roztroušeně rostou blatouch bahenní horský (Caltha palustris subsp. laeta) a pryskyřník omějolistý (Ranunculus aconitifolius).

## Fauna
V chráněném území se vyskytuje řada motýlů typických pro vyšší polohy, mimo jiné zavíječ Opsibotys fuscalis, píďalky Epirrhoe molluginata a Plagodis pulveraria a denní motýl hnědásek jitrocelový. Z ptáků tu žije také jeřábek lesní a krahujec obecný.